# هورلی
latitudeهورلیlongitudeهورلی
هورلی (به انگلیسی: Horley) یک شهرک در بریتانیا است که در انگلستان واقع شده‌است.

## خصوصیات
هورلی ۱۱٫۲۴ کیلومترمربع مساحت و ۲۲٬۰۷۶ نفر جمعیت دارد.